# Addicted to Love (film)
Pour les articles homonymes, voir Addicted to Love.
Pour plus de détails, voir Fiche technique et Distribution.
Addicted to Love est une comédie romantique américaine de Griffin Dunne sortie le 26 novembre 1997.

## Synopsis
Sam quitte son petit village pour récupérer Linda, son amour d'enfance. Il se retrouve par hasard dans un immeuble désaffecté en compagnie de Maggie qui cherche à se venger de son ex-fiancé qui n'est autre que le nouveau compagnon de Linda. Sam et Maggie s'associent pour faire tourner court l'idylle de leurs "ex".

## Fiche technique
- Titre français et original : Addicted to love
- Réalisateur : Griffin Dunne
- Scénario : Robert Gordon (en)
- Musique : Rachel Portman
- Photographie : Andrew Dunn
- Montage : Elizabeth Kling
- Décors : Robin Standefer
- Production : Jeffrey Silver et Bobby Newmyer
- Sociétés de production : Outlaw, Miramax
- Pays de production :  États-Unis
- Langue originale : anglais
- Genre : Comédie
- Durée : 100 minutes
- Date de sortie :
  - États-Unis : 23 mai 1997
  - France : 26 novembre 1997

## Distribution
- Meg Ryan (VF : Virginie Ledieu) : Maggie
- Matthew Broderick (VF : William Coryn) : Sam Matthew
- Tchéky Karyo (VF : lui-même)  : Anton Depeux
- Kelly Preston (VF : Danièle Douet)  : Linda Green